# Akord drezdeński
Akord drezdeński – ugoda zawarta przez cesarza Ferdynanda II Habsburga w Dreźnie 28 lutego 1621 ze stanami śląskimi podczas wojny trzydziestoletniej.
Stany śląskie porzuciły próbę wyniesienia na tron czeski Fryderyka księcia Palatynatu (tzw. „króla zimowego”) i zapłaciły cesarzowi kontrybucję wysokości 300 tys. guldenów. W zamian cesarz ogłosił amnestię i ograniczył represje wobec protestantów.
Amnestią nie został objęty główny dowódca wojsk protestanckich Jan Jerzy Hohenzollern, który został skazany na banicję. Gwarantem układu drezdeńskiego był elektor saski. Akord drezdeński na dłuższą metę okazał się fikcją i nie spowodował zakończenia wojny, położył jednak fundamenty do łagodniejszego traktowania Ślązaków (w porównaniu do Czechów lub Morawian), co miało konsekwencje w postaci specjalnych postanowień pokoju westfalskiego na korzyść śląskich protestantów i w postaci traktatu z Altranstädt z 1707 i recesu egzekucyjnego do tego traktatu z 1709.